# 欲经

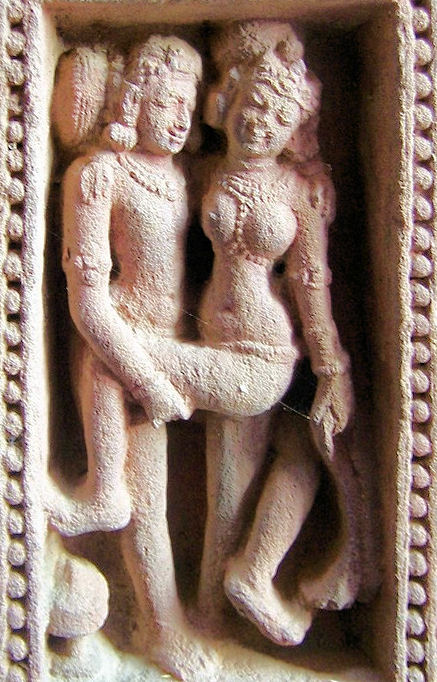
布巴内什瓦尔Muktesvara deulay的一处性交姿势

《欲经》（羅馬化：Kāmasūtra，发音：ⓘ），又稱《爱经》，是古印度一本关于性爱的经典书籍，相传是由一位独身的学者伐蹉衍那所作，时间大概在1世纪和6世纪之间，很可能在印度文艺复兴的笈多王朝时期。

## 内容概要
全书共35章，1250小节，每一章都由该方面的专家写作。根据理查德·弗朗西斯·伯顿和Wendy Doniger的翻译可分为7篇，7篇分别是：
1. 总论（共4章）：概括介绍爱和性爱，性爱在男人生活中的地位，以及女人的种类。
2. 性行为（共10章）：详细介绍了接吻，各种前戏，性高潮，各种做爱姿势，口交以及三角家庭等，描述了64种性行为。
3. 男人追寻配偶（共5章）：包括求爱和结婚。
4. 妻子（共2章）：妻子应有的行为。
5. 人妻（共6章）：主要讨论勾引。
6. 交際花（共6章）。
7. 如何吸引異性（共2章）。

## 相关
- 克久拉霍
- 雅歌
- 素女經
- 100 Books that changed the world /by Scott Christianson and Colin Salter (published by Batsford in 2018) (ISBN9781849944519)